# Desa Pakunden (administrativ by i Indonesien, lat -7,52, long 109,29)
Desa Pakunden är en administrativ by i Indonesien.   Den ligger i provinsen Jawa Tengah, i den västra delen av landet, 300 km sydost om huvudstaden Jakarta.